# Anna Whitlock
Anna Whitlock (nascida em 13 de junho de 1852 em Estocolmo, falecida em 16 de junho de 1930 em Djursholm) foi uma feminista e pedagoga sueca.